# Port lotniczy Honningsvåg
Port lotniczy Honningsvåg – krajowy port lotniczy położony w Honningsvåg. Jest jednym z największych portów lotniczych w północnej Norwegii.

## Linie lotnicze i połączenia
| Linia lotnicza | Kierunek                                               |
| -------------- | ------------------------------------------------------ |
| Widerøe        | 1. Hammerfest 2. Kirkenes 3. Mehamn 4. Tromsø 5. Vadsø |